# Straripamento

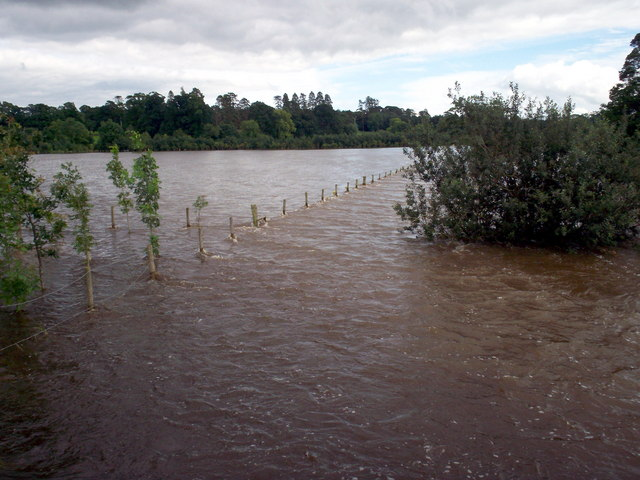
Uno straripamento del Bann in Irlanda del Nord

Lo straripamento fluviale o esondazione (variante letteraria ritenuta a torto un termine più tecnico) è il traboccare di acque sovrabbondanti dagli argini o dalle rive di un fiume o di un torrente, che inonda le zone poste a quote altimetriche inferiori.
Nei corsi d'acqua regimati, si manifesta con la fuoriuscita delle acque dalla zona compresa tra i due argini, per tracimazione o per rottura degli argini stessi. In quelli non regimati, ha luogo quando le acque escono dal loro alveo abituale.